# ラシュムア
ラシュムア（Rushmoor）は、イングランド南東部ハンプシャーにある非都市ディストリクト。域内には、オールダーショットやファーンバラなどの町がある。

## 沿革
1974年4月1日、バラ・オブ・オールダーショットとファーンバラ都市ディストリクトの合併により成立した。
名称は、1923年に建設されたラシュムア・アリーナから取られた。2000年5月には「オールダーショット・アンド・ファーンバラ」もしくは「ファーンバラ・アンド・オールダーショット」に名称を変更するかどうかを問う住民投票が行われたが、結果としては投票率が29%にとどまり、有効投票の8割以上が現状維持となった。

## 地理
ハンプシャーの北東端に位置しており、西側以外の全ての方角でサリーと接している。
主な町や村
- ファーンバラ - 議会所在地
- オールダーショット

隣接する自治体
- ハンプシャー
  - ハート
- サリー
  - サリー・ヒース（英語版）
  - ギルフォード（英語版）
  - ウェイヴァリー（英語版）

## 政治
ラシュムア・バラ議会の選挙は4年に3度行われ、選挙毎に議席数の3分の1が改選される。1973年に議会が発足して以降、過半数を獲得したことがあるのは保守党のみであり、保守党が過半数を獲得できなかった時期は少数与党として行政を担っていた。2000年から2022年現在までは、同党が継続して過半数を獲得し続けている。
| 政党 | 政党       | 議席数 |
|      | 保守党     | 28     |
|      | 労働党     | 9      |
|      | 自由民主党 | 2      |
| 合計 | 合計       | 39     |

## 経済

### ファーンバラ空港
ラシュムアにあるファーンバラ空港では昔から多くの住民が働いており、1960年代には既に1万人以上の従業員が雇用されており、1966年5月には域内の仕事の13％が空港によるものであった。2009年6月には空港事務局が最大年間運行数を2万8千便から5万便に、かつ週末及び祝日の運行上限を年間5,000便から8,900便に引き上げる申請を出した。これに対して地元議会は反発したが、結果としては2011年2月から引き上げが実施された。

## 姉妹都市
ラシュムアは以下の都市と姉妹都市協定を結んでいる。
- アメリカ合衆国、デイトン（2019年から）
- ネパール、プリトビナラヤン（2020年から）
- フランス、ムードン（1974年から）
- ドイツ、オーバーウルゼル（1989年から）
- ポーランド、ジェシュフ（2019年から）
- ポーランド、スレフフ（2001年から）